# Історія Ісландії

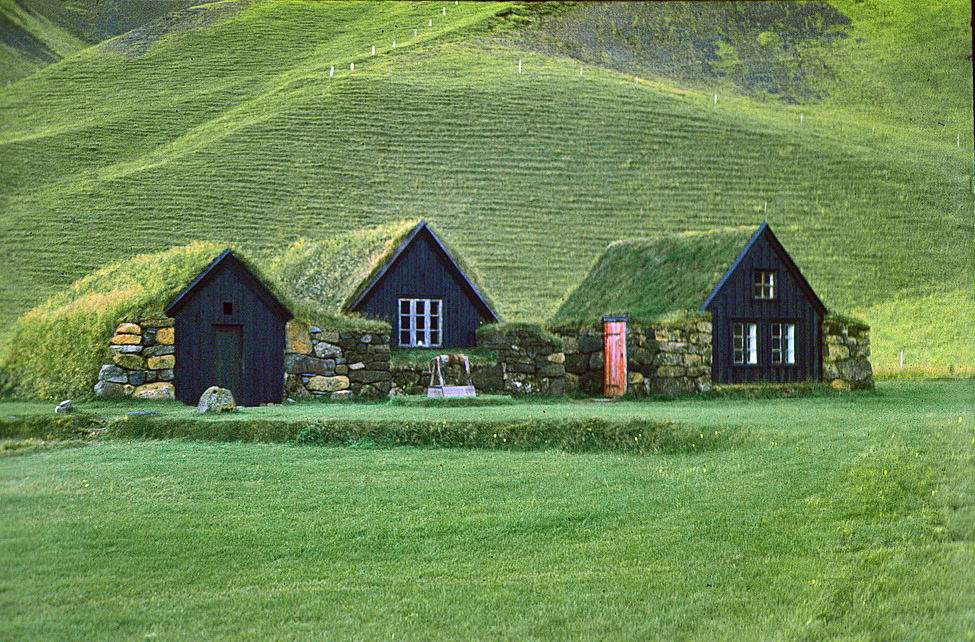
Традиційні торф'яні будинки в Ісландії

Ця стаття про історію території, на якій нині існує держава Ісландія.

### Заселення та Ісландська вільна держава (874—1262)

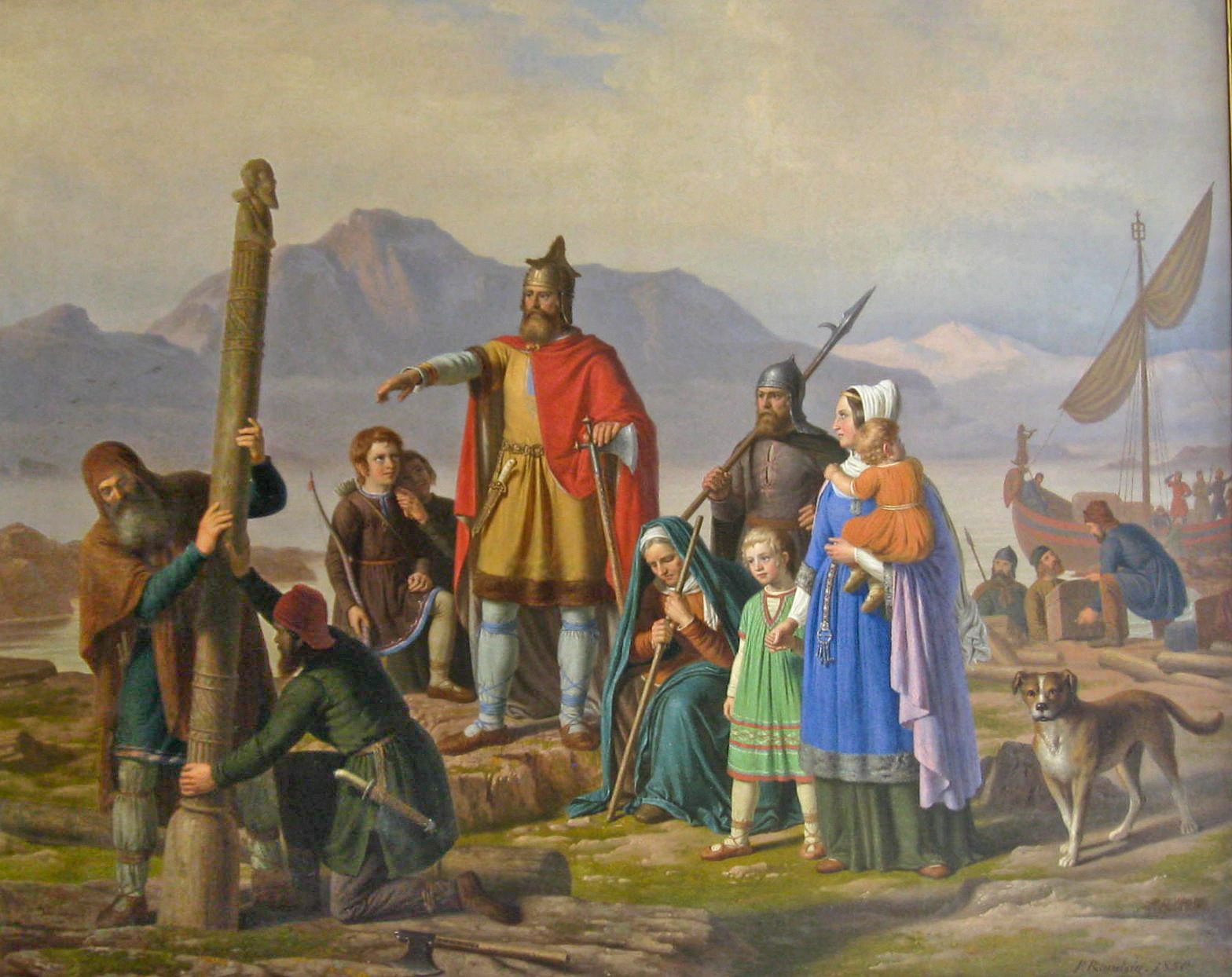
Інґольф Арнарсон, перший поселенець в Ісландії

Згідно з однією теорією, першими людьми, що відвідали Ісландію були учасники іроскотської місії, відомі як папар, які прийшли у 8-му столітті. Втім немає археологічних підтверджень цієї теорії. Припускають, що монахи покинули острів з приходом вікінгів, що систематично оселялися тут в період з 870 по 930 рр.
Першим відомим постійним мешканцем острова був Інґольф Арнарсон, який збудував свою садибу на місці сучасного Рейк'явіка 874 року. За Інґольфом на острові оселилося багато інших емігрантів, переважно норвежців та їхніх ірландських рабів. 930 року було засновано Альтинґ, законодавчий та судовий орган, — політичний центр Ісландської Вільної держави. Християнство було прийнято близько 1000 року. Держава припинила існування 1262 року, коли роздроблена політична система була не в змозі впоратися зі збільшенням впливу окремих ісландських вождів і як наслідок Ісландія потрапила під владу норвезьких королів.

### Середньовіччя та початок нового часу (1262—1814)

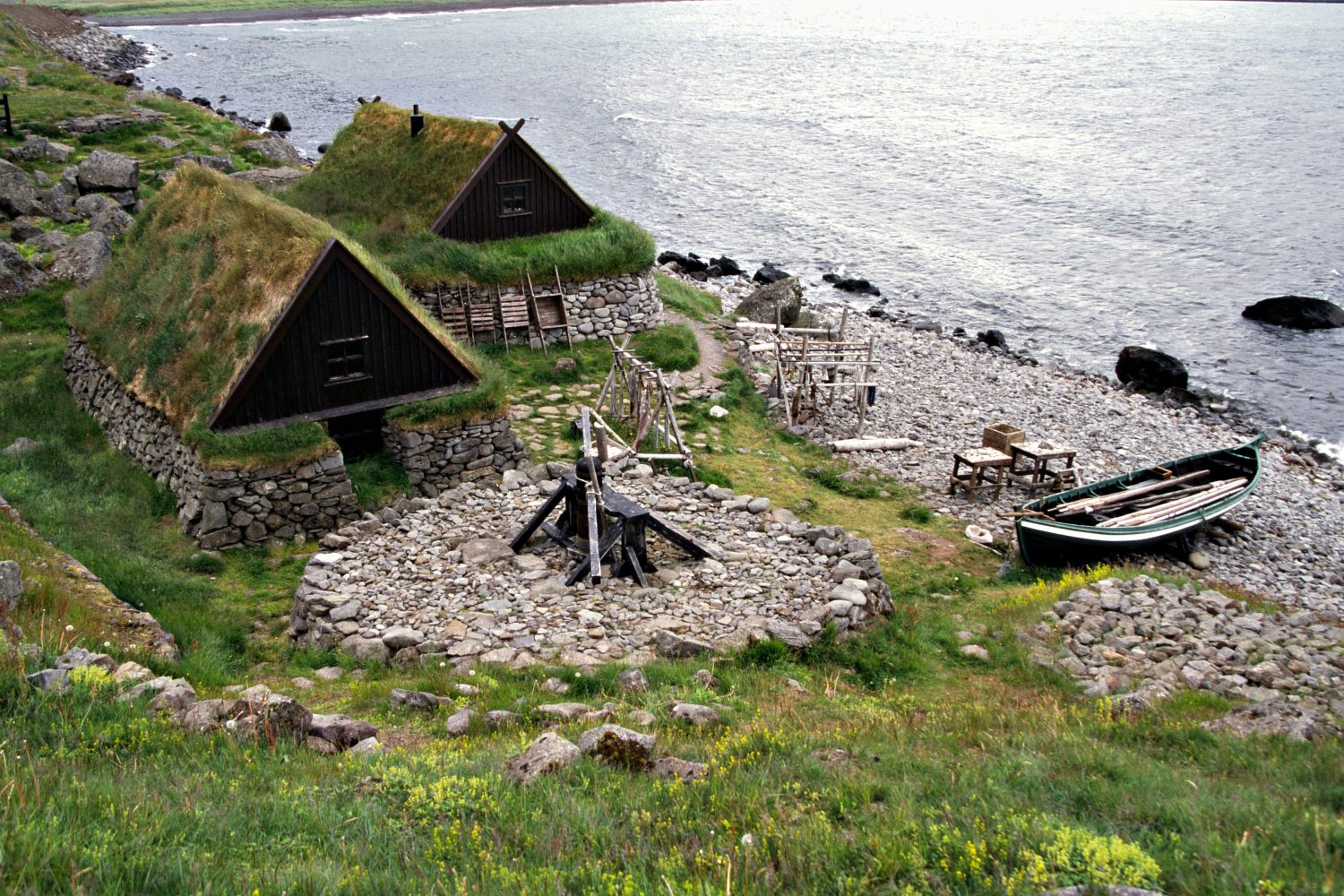
Освер, копія давньої риболовецької застави неподалік Болунґарвіка

Внутрішні міжусобиці в період Епохи Стурлунґів призвели до укладення Старої угоди (ісл. Gamli Sáttmáli) 1262 року, за якою Ісландія визнала підпорядкування Норвезькому королівству під владою Гокона IV. 1380 року володіння країною перейшло до Данії та Норвегії, коли королівства Норвегії, Данії та Швеції об'єдналися в Кальмарську унію. В наступні століття Ісландія стала однією з найбідніших країн Європи. Родючі землі, вулканічна активність та суворий клімат зробили землеробство єдиним способом для існування суспільства. Чорна смерть прийшла в Ісландію у 1402–04 та 1494–95 роках. Першого разу від неї загинуло від 50 % до 60 % населення, а другого — від 30 % до 50 %.
Близько середини 16 ст. король Крістіан III Данський почав впроваджувати лютеранство на всіх підвладних йому територіях. Останнього католицького єпископа Ісландії (до 1968 р.) Йона Арасона було страчено 1550 року разом із двома його синами. Згодом країна стала повністю лютеранською, й відтоді лютеранство залишається релігією більшості ісландців. У 17 та 18 століттях Данія ввела обмеження на торгівлю в Ісландії через часті напади на її береги піратів із різних країн. Велика епідемія віспи у 18 столітті забрала життя близько третини населення острова. 1783 року почалося виверження вулкана Лакі з руйнівними наслідками. Роки після виверження відомі як Туман труднощів (Móðuharðindin): загинула половина поголів'я худоби, що спричинило голод та загибель чверті населення острова.

### Рух за незалежність (1814—1918)
1814 року після закінчення наполеонівських воєн Данія-Норвегія розпалися на два окремі королівства згідно з Кільським договором. Ісландія відійшла в підпорядкування Данії. Протягом 19 століття клімат країни продовжував погіршуватися, що спричинило масову еміграцію населення в Північну Америку, зокрема в Манітобу (Канада). Країну покинуло близько 15 тисяч з 70 тисяч усього населення. Нову національну свідомість було відроджено завдяки романтичним та націоналістичним ідеям із континентальної Європи, рух за незалежність очолив Йон Сіґурдссон. 1874 року Данія впровадила в Ісландії конституцію та обмежене самоврядування, яке було розширено 1904 року.

### Королівство Ісландія (1918—1944)
Акт про Унію, укладений з Данією 1 грудня 1918 року, мав діяти упродовж 25 років. Згідно з ним, Ісландію було визнано цілком суверенною державою, пов'язаною персональною унією з королем Данії. Уряд Ісландії взяв під контроль зовнішні справи та відправив посольство в Копенгаген. Тим не менше, Ісландія попросила Данію займатися її зовнішніми справами з іншими країнами (тобто окрім Данії). В той час посольства Данії по всьому світу виставили два прапори та два герби: Королівства Данії та Королівства Ісландії.
Під час другої світової війни Ісландія, як і Данія, зайняла нейтральну позицію. Після того, як 9 квітня 1940 року Німеччина окупувала Данію, Альтинґ ухвалив рішення, за яким уряд країни перейняв повноваження короля Данії щодо Ісландії. Через місяць британські війська окупували Ісландію, порушивши нейтралітет країни. 1941 року окупацію перейняли США, оскільки Британія потребувала війська в інших регіонах.
31 грудня 1943 року 25-річна дія Акту про Унію добігла кінця. 20 травня 1944 року почався чотириденний референдум щодо незалежності Ісландії, за підсумками якого унію з Данією було скасовано (бл. 97 % голосів «за»), а Ісландію проголошено республікою (95 % голосів «за»). Формально Ісландію було проголошено республікою 17 червня 1944 року, на чолі зі Свейнном Б'єрнссоном, першим президентом країни.

### Республіка Ісландія (з 1944)
1946 року війська союзників залишили Ісландію, яка формально стала членом NATO 1949 року на тлі внутрішніх суперечок та протестів. 5 травня 1951 року було підписано оборонну угоду зі США. Американські солдати повернулися в Ісландію як Ісландські сили оборони і залишалися на території країни впродовж холодної війни, остаточно залишивши її 30 вересня 2006 року.
Одразу по закінченню війни почалося економічне зростання, супроводжуване індустріалізацією риболовецької промисловості та планом Маршалла. 1970-ті відзначились трісковою війною — суперечками з Великою Британією щодо обмеження вилову риби іноземними кораблями в ісландських водах. Економіка країни значно диверсифікувалась та лібералізувалась після вступу Ісландії до Європейської економічної зони 1994 року. Впродовж 2003—2007 рр. Ісландія перетворилася з країни, відомої своєю риболовецькою промисловістю на країну, що надає складні фінансові послуги. Втім фінансова криза 2008 року відчутно вдарила по країні 2009 року.

## Хронологія
- 874 р. — перше поселення норвежців в Ісландії. До цього острів був ненаселений.
- 930 р. — створений ісландський парламент — альтинг, відтак виникла Ісландська Вільна держава.
- 960-і рр. — ісландці відкрили острів Гренландія.
- 1000 р. — експедиція від берегів Ісландії досягла узбережжя Північної Америки (Ерік Рудий). Прийняття християнства.
- 1262—1264 р. — підпорядкування Ісландії норвезькому королівству.
- 1397 р. — у складі дансько-шведсько-норвезької держави (Кальмарська Унія).
- 1537 р. — керування Ісландією перейшло безпосередньо до данського короля.
- 1871 р. — Данія надала Ісландії внутрішню автономію.
- 1918 р. — проголошено Королівство Ісландію, підписано дансько-ісландський договір про особисту унію (єдиний король, контроль Данії над зовнішньою політикою й обороною Ісландії)
- 1941 р. — договір про спільну оборону зі США. Висадження американських військ у країні.
- 17 червня 1944 р. — проголошення Ісландії незалежною республікою.
- 1949 р. — вступ країни в НАТО.
- 1972 р. — угода з ЄЕС про вільну торгівлю.